# BEAUTIFUL LIE (河村隆一のアルバム)
『BEAUTIFUL LIE』（ビューティフルライ）は、2021年1月27日に発売された河村隆一13作目のオリジナル・アルバム。規格品番：VOX-1003。

## 内容
本作はWonderGOO・新星堂店舗独占販売、新星堂WonderGOO楽天市場店・RK SHOP・ストリーミングでの販売となっている。

## 収録曲
1. 奇跡の地図
2. Beautiful Lie
3. Purple Sky
4. In Pain
5. Sing To You
6. Whisper To Me
7. Moon Walker
8. 最後の嘘
9. I Want To Be Here Forever
10. ONLY YOU CAN（COMPLETED ME）